# Fonte de alimentação
Circuito eletrônico de uma fonte 
de alimentação AC/DC básica, 
mostrando da esquerda para 
a direita: o transformador, o 
retificador de onda completa, 
o capacitor de filtro e a 
carga do resistor.

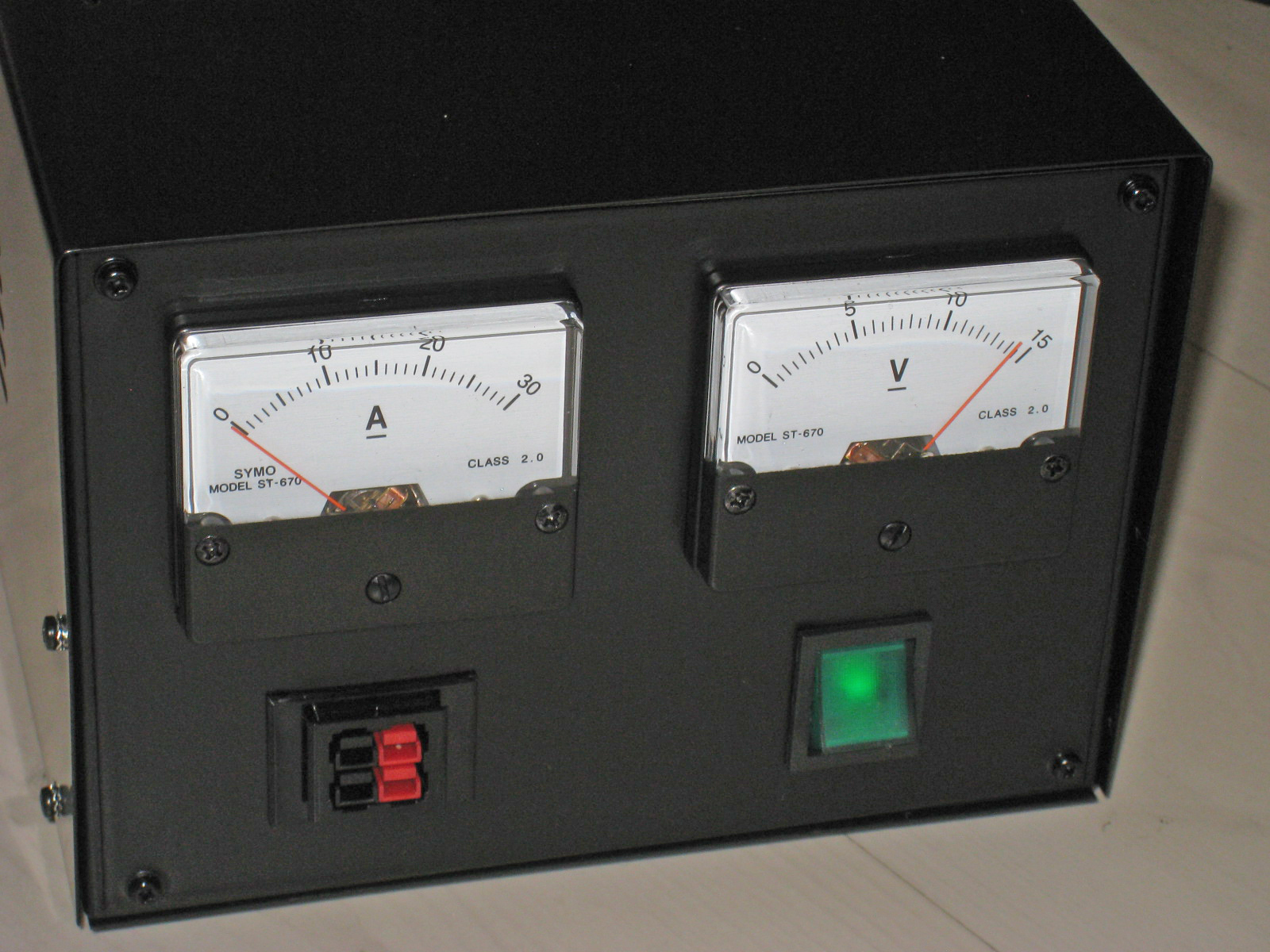
Uma fonte de alimentação de desktop de uso geral simples usada em laboratórios eletrônicos, com conector de saída de energia visto no canto inferior esquerdo e conector de entrada de energia (não mostrado) localizado na parte traseira

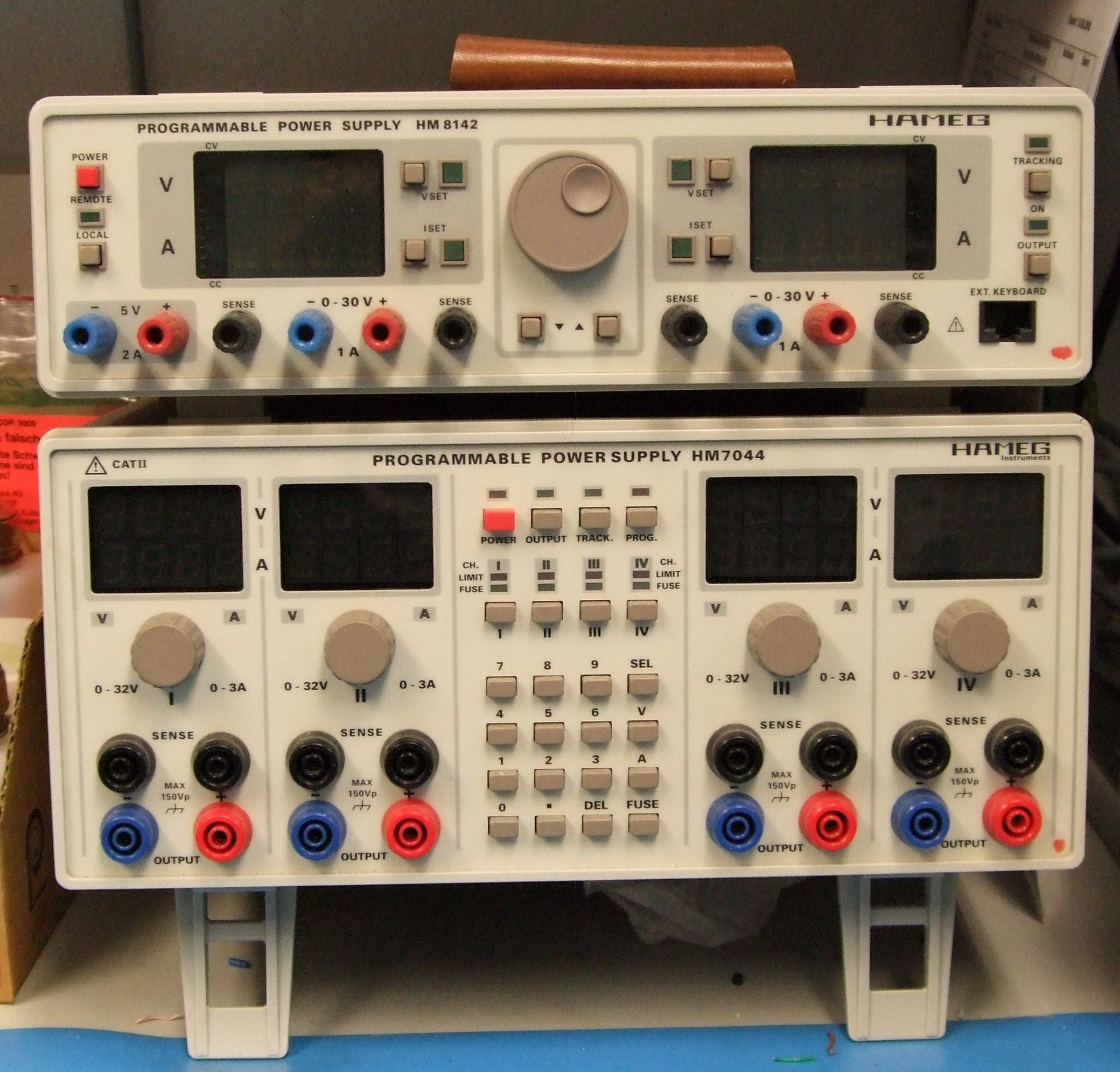
Fontes de alimentação programáveis

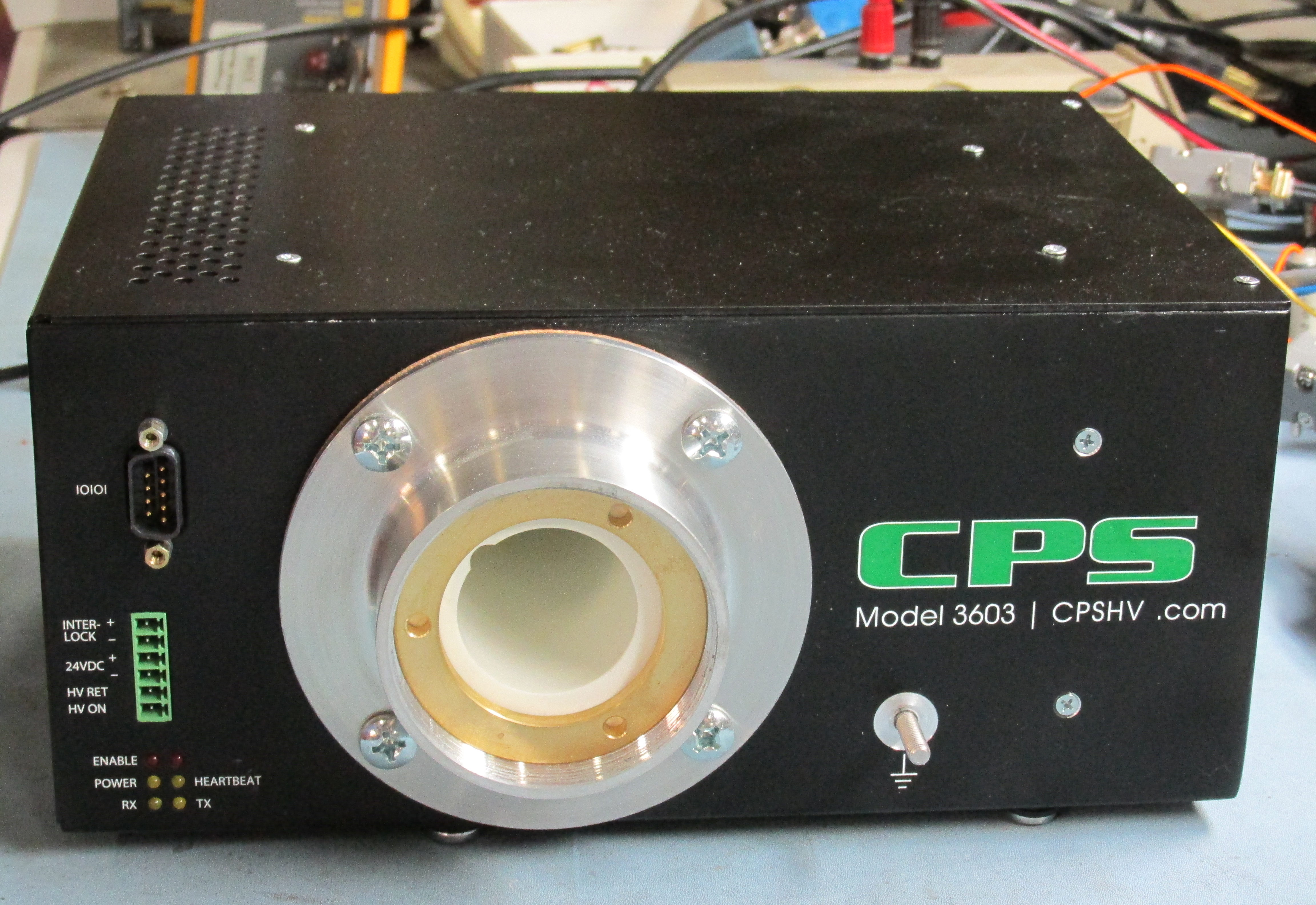
Uma fonte de alimentação de alta tensão de 30 kV com conector Federal Standard, usada em microscópios eletrônicos

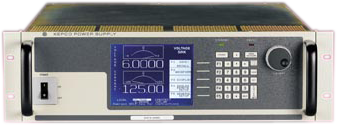
Uma fonte de alimentação bipolar (Kepco BOP 6-125MG)

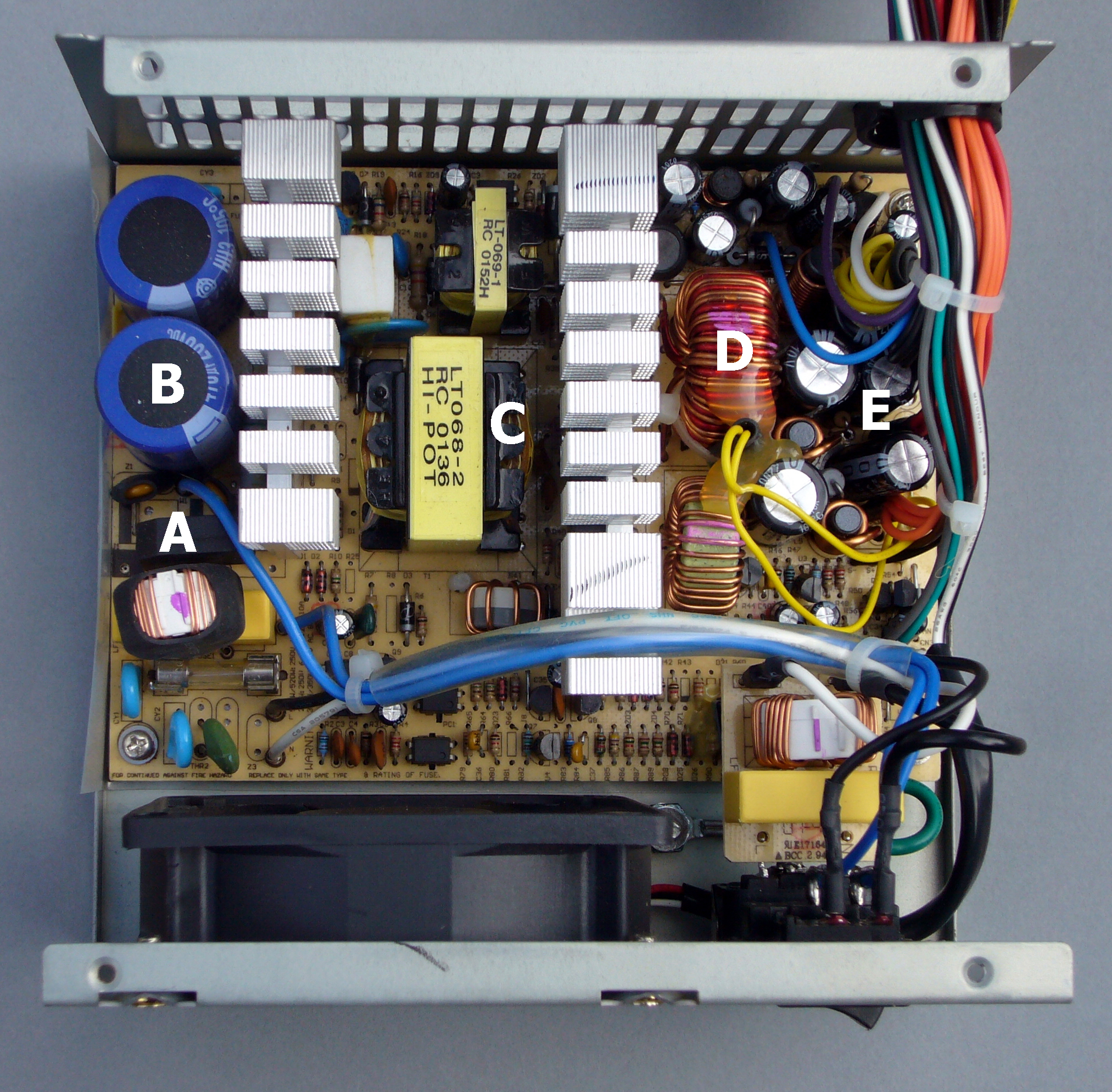
Vista interna de uma Fonte Chaveada ATX comum em computadores.

Uma fonte de alimentação é um dispositivo elétrico que fornece energia elétrica a uma carga elétrica. O principal objetivo de uma fonte de alimentação é converter a corrente elétrica de uma fonte para a tensão, corrente e frequência corretas para alimentar a carga. Como resultado, as fontes de alimentação às vezes são chamadas de conversores de energia elétrica. Algumas fontes de alimentação são equipamentos independentes separados, enquanto outras são incorporadas aos dispositivos de carga que alimentam. Exemplos deste último incluem fontes de alimentação encontradas em computadores de mesa e dispositivos eletrônicos de consumo. Outras funções que as fontes de alimentação podem executar incluem limitar a corrente consumida pela carga a níveis seguros, desligar a corrente no caso de uma falha elétrica, condicionamento de energia para evitar que ruídos eletrônicos ou picos de tensão na entrada atinjam a carga, correção de fator, e armazenamento de energia para que possa continuar a alimentar a carga em caso de interrupção temporária da fonte de alimentação (fonte de alimentação ininterrupta).
Todas as fontes de alimentação têm uma conexão de entrada de energia , que recebe energia na forma de corrente elétrica de uma fonte, e uma ou mais saídas de energia ou conexões de trilho que fornecem corrente à carga. A fonte de energia pode vir da rede elétrica, como uma tomada elétrica, dispositivos de armazenamento de energia, como baterias ou células de combustível, geradores ou alternadores, conversores de energia solar ou outra fonte de alimentação. A entrada e a saída são geralmente conexões de circuito com fio, embora algumas fontes de alimentação empreguem transferência de energia sem fio para alimentar suas cargas sem conexões com fio. Algumas fontes de alimentação também possuem outros tipos de entradas e saídas, para funções como monitoramento e controle externo.

#### Fonte de alimentação linear

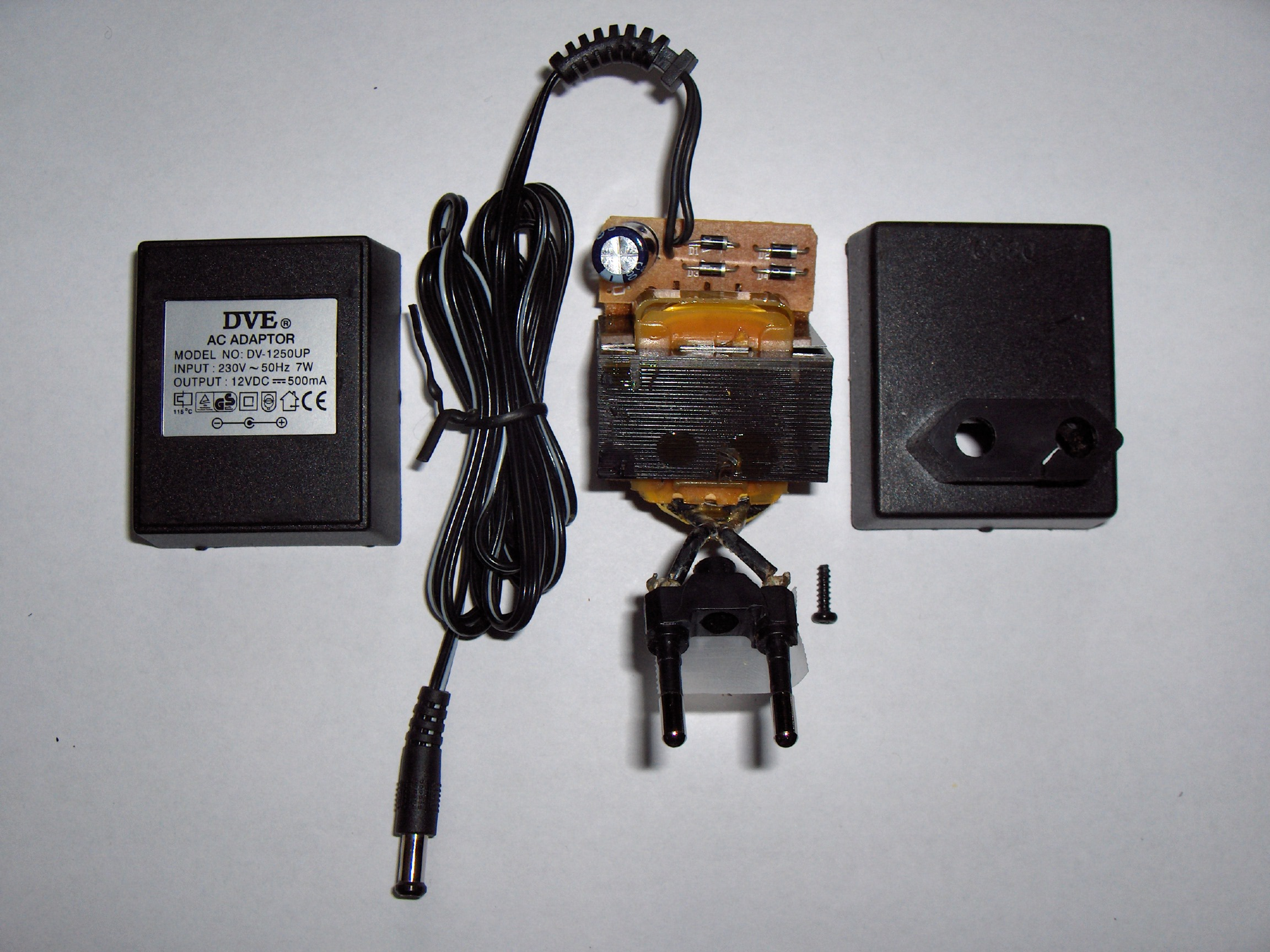
Um adaptador CA desmontado para revelar um circuito de alimentação CC linear simples e não regulado: um transformador, quatro diodos em um arranjo de retificador de ponte e um capacitor eletrolítico para suavizar a forma de onda

#### Regulador linear

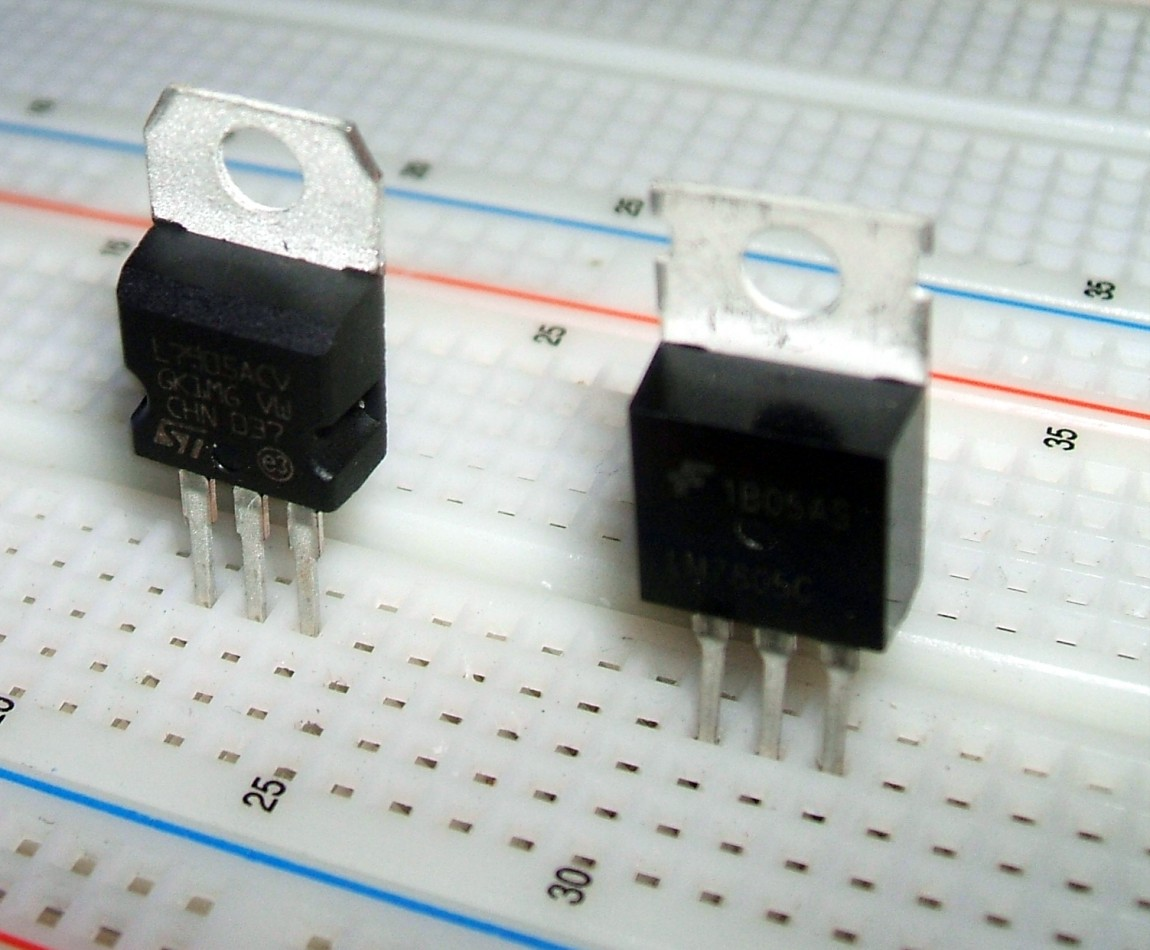
Transistor regulador linear.

#### Adaptador AC

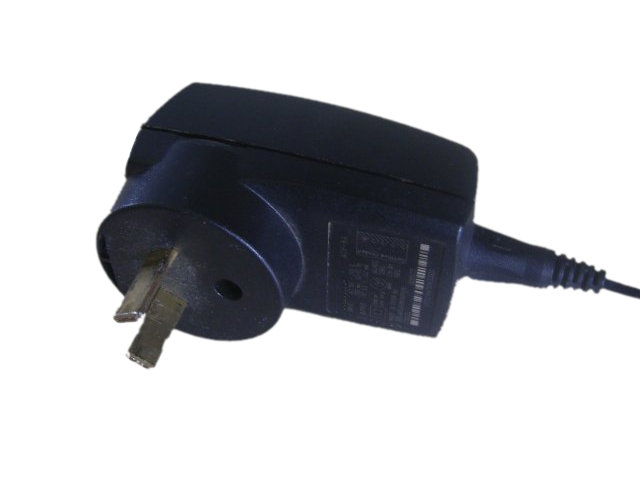
Carregador de celular em modo de comutação

## Classificação geral

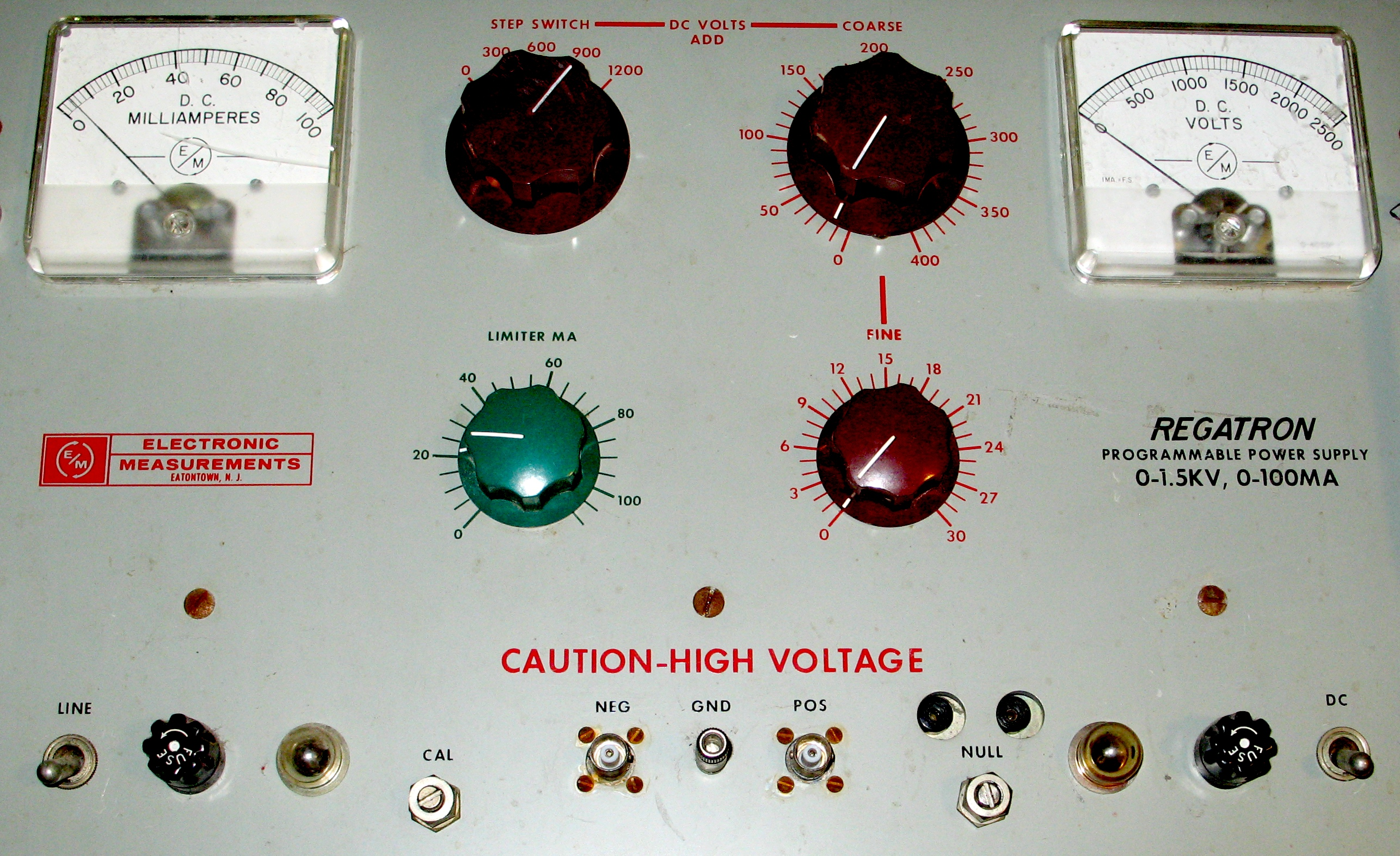
Uma fonte de alimentação CC regulada ajustável e montada em rack

### Funcional
As fontes de alimentação são categorizadas de várias maneiras, inclusive por recursos funcionais. Por exemplo, uma fonte de alimentação regulada é aquela que mantém a tensão ou corrente de saída constante apesar das variações na corrente de carga ou na tensão de entrada. Por outro lado, a saída de uma fonte de alimentação não regulada pode mudar significativamente quando sua tensão de entrada ou corrente de carga muda. Fontes de alimentação ajustáveis permitem que a tensão ou corrente de saída seja programada por controles mecânicos (por exemplo, botões no painel frontal da fonte de alimentação), ou por meio de uma entrada de controle, ou ambos. Uma fonte de alimentação regulada ajustável é aquela que é ajustável e regulada. Uma fonte de alimentação "isolada" tem uma saída de energia que é eletricamente independente de sua entrada de energia; isso contrasta com outras fontes de alimentação que compartilham uma conexão comum entre entrada e saída de energia.

### Embalagem

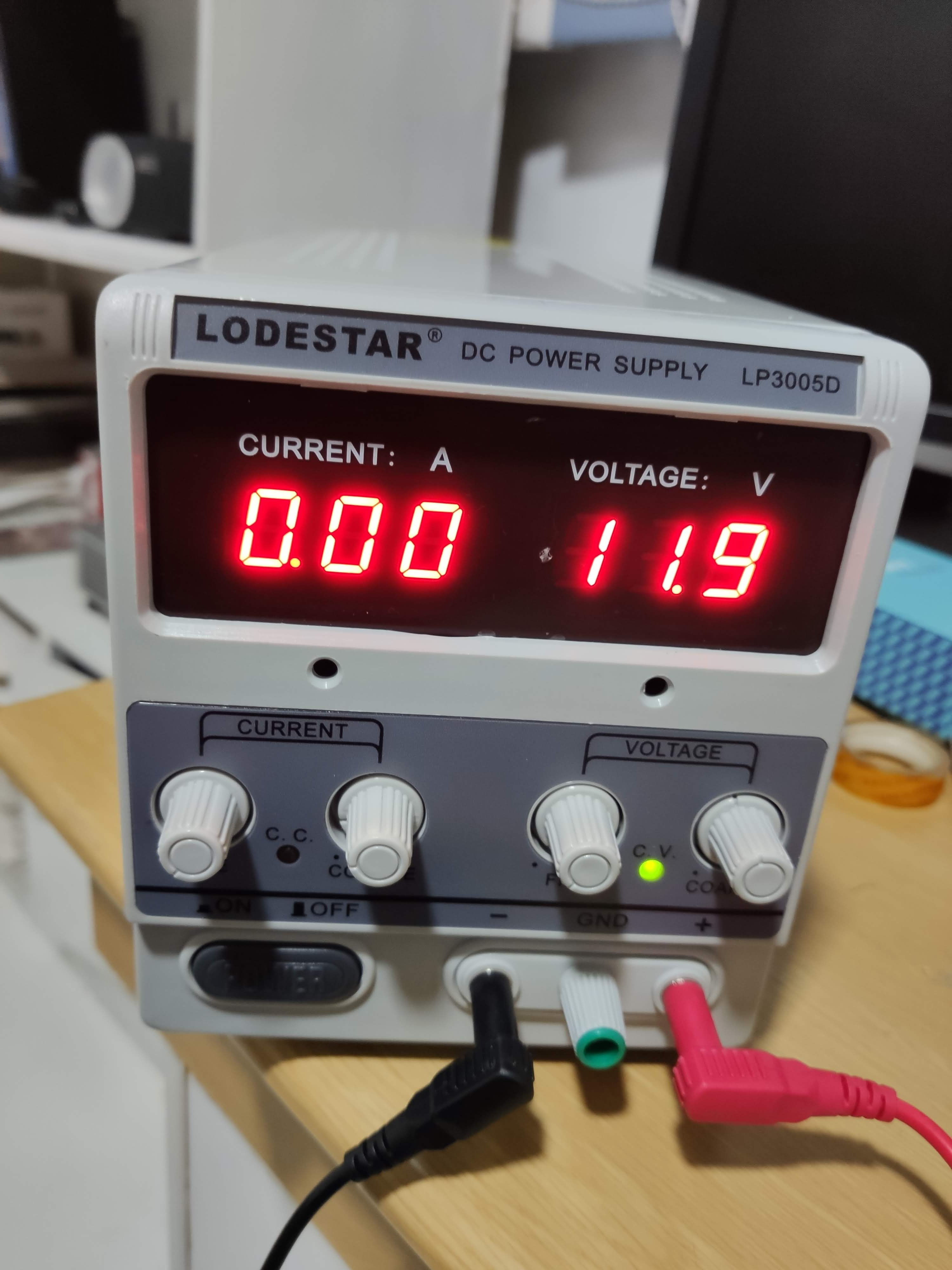
Fonte de alimentação de bancada eletrônica com saída "conector banana"

As fontes de alimentação são embaladas de diferentes maneiras e classificadas de acordo. Uma fonte de alimentação de bancada é uma unidade de desktop autônoma usada em aplicações como teste e desenvolvimento de circuitos. As fontes de alimentação de estrutura aberta têm apenas um invólucro mecânico parcial, às vezes consistindo apenas de uma base de montagem; estes são normalmente embutidos em máquinas ou outros equipamentos. As fontes de alimentação montadas em rack são projetadas para serem fixadas em racks de equipamentos eletrônicos padrão. Uma fonte de alimentação integrada é aquela que compartilha uma placa de circuito impresso comum com sua carga. Uma fonte de alimentação externa , adaptador CA ou fonte de alimentação, é uma fonte de alimentação localizada no cabo de alimentação CA da carga que se conecta a uma tomada de parede; uma verruga de parede é uma fonte externa integrada com o próprio plugue de tomada. Eles são populares em eletrônicos de consumo por causa de sua segurança; a perigosa corrente principal de 120 ou 240 volts é transformada em uma voltagem mais segura antes de entrar no corpo do aparelho.

### Método de conversão de energia
As fontes de alimentação podem ser divididas em tipos lineares e de comutação. Os conversores lineares de potência processam a potência de entrada diretamente, com todos os componentes ativos de conversão de potência operando em suas regiões lineares de operação. Nos conversores de potência chaveados, a potência de entrada é convertida em pulsos CA ou CC antes do processamento, por componentes que operam predominantemente em modos não lineares (por exemplo, transistores que passam a maior parte do tempo em corte ou saturação). A energia é "perdida" (convertida em calor) quando os componentes operam em suas regiões lineares e, consequentemente, os conversores chaveadores são geralmente mais eficientes que os conversores lineares, pois seus componentes passam menos tempo em regiões lineares de operação.

## Tipos